# Gonçalo Inácio
Gonçalo Bernardo Inácio (Almada, 25 augustus 2001) is een Portugees voetballer die doorgaans speelt als centrale verdediger. In oktober 2020 debuteerde hij voor Sporting CP. Inácio maakte in 2023 zijn debuut in het Portugees voetbalelftal.

## Clubcarrière
Inácio speelde in de jeugd van Almada en werd in 2012 opgenomen in de opleiding van Sporting CP. Hiervoor was hij ook meerdere malen op proef geweest bij Benfica, maar toen zijn vader tweemaal autopech kreeg op weg naar de training besloot hij niet naar die club te gaan. In januari 2018 zette de verdediger zijn handtekening onder zijn eerste professionele contract. Zijn debuut in het eerste elftal maakte hij op 4 oktober 2020, op bezoek bij Portimonense in de Primeira Liga. Door doelpunten van Nuno Mendes en Nuno Santos werd met 0–2 gewonnen. Inácio moest op de reservebank beginnen en mocht zeventien minuten na rust invallen voor Zouhair Feddal. Zijn eerste competitiedoelpunt viel op 20 maart 2021, toen hij drie minuten voor rust tegen Vitória Guimarães tekende voor het enige doelpunt van de wedstrijd: 1–0. In augustus 2023 werd de verbintenis van Inácio opgengebroken en met een jaar verlengd tot medio 2027.

## Clubstatistieken
| Seizoen | Club        | Competitie    | Competitie | Competitie | Beker | Beker | Internationaal | Internationaal | Totaal | Totaal |
| Seizoen | Club        | Competitie    | Wed.       | Dlp.       | Wed.  | Dlp.  | Wed.           | Dlp.           | Wed.   | Dlp.   |
| ------- | ----------- | ------------- | ---------- | ---------- | ----- | ----- | -------------- | -------------- | ------ | ------ |
| 2020/21 | Sporting CP | Primeira Liga | 20         | 1          | 5     | 1     | 0              | 0              | 25     | 2      |
| 2021/22 | Sporting CP | Primeira Liga | 28         | 4          | 10    | 1     | 7              | 0              | 45     | 5      |
| 2022/23 | Sporting CP | Primeira Liga | 33         | 1          | 7     | 2     | 12             | 1              | 52     | 4      |
| 2023/24 | Sporting CP | Primeira Liga | 32         | 1          | 8     | 0     | 9              | 3              | 49     | 4      |
| Totaal  | Totaal      | Totaal        | 113        | 7          | 30    | 4     | 28             | 4              | 171    | 15     |

Bijgewerkt op 29 juli 2024.

## Interlandcarrière
Inácio werd in augustus 2021 door bondscoach Fernando Santos voor het eerst opgenomen in de selectie van het Portugees voetbalelftal voor interlands tegen Azerbeidzjan, Ierland en Qatar. Vier dagen later moest hij echter verstek laten gaan door een opgelopen dijblessure. In oktober 2022 werd Inácio door Santos opgenomen in de voorselectie van Portugal voor het WK 2022. Tweeënhalve week later werd hij een van de afvallers voor de definitieve selectie.
Zijn debuut in de nationale ploeg maakte Inácio op 23 maart 2023, toen een kwalificatiewedstrijd voor het EK 2024 gespeeld werd tegen Liechtenstein. Door doelpunten van João Cancelo, Bernardo Silva en Cristiano Ronaldo (tweemaal) werd met 4–0 gewonnen. Inácio mocht van bondscoach Roberto Martínez in de basisopstelling starten en hij vormde het gehele duel een centraal duo met Rúben Dias. Zijn eerste doelpunt maakte hij op 11 september 2023, tegen Luxemburg. Hij opende de score en zorgde later ook voor de vierde treffer na twee goals van Gonçalo Ramos. Door doelpunten van Diogo Jota (tweemaal), Ricardo Horta, Bruno Fernandes en João Félix werd het uiteindelijk 9–0.
Inácio werd in mei 2024 door Martínez opgenomen in de selectie van Portugal voor het EK 2024 in Duitsland. Portugal overleefde de groepsfase na overwinningen op Tsjechië (2–1) en Turkije (0–3) en een nederlaag tegen Georgië (2–0). Hierna volgden twee strafschoppenseries; Slovenië werd verslagen, maar Frankrijk was te sterk in de kwartfinales. Inácio speelde twee wedstrijden. Zijn toenmalige clubgenoot Morten Hjulmand (Denemarken) was ook actief op het EK.
| Interlands van Gonçalo Inácio voor Portugal | Interlands van Gonçalo Inácio voor Portugal | Interlands van Gonçalo Inácio voor Portugal | Interlands van Gonçalo Inácio voor Portugal | Interlands van Gonçalo Inácio voor Portugal | Interlands van Gonçalo Inácio voor Portugal | Interlands van Gonçalo Inácio voor Portugal |
| №                                           | Datum                                       | Wedstrijd                                   | Uitslag                                     | Competitie                                  | Goals                                       |                                             |
| Als speler bij Sporting CP                  | Als speler bij Sporting CP                  | Als speler bij Sporting CP                  | Als speler bij Sporting CP                  | Als speler bij Sporting CP                  | Als speler bij Sporting CP                  | Als speler bij Sporting CP                  |
| ------------------------------------------- | ------------------------------------------- | ------------------------------------------- | ------------------------------------------- | ------------------------------------------- | ------------------------------------------- | ------------------------------------------- |
| 1                                           | 23 maart 2023                               | Portugal – Liechtenstein                    | 4 – 0                                       | EK 2024 kwalificatie                        |                                             |                                             |
| 2                                           | 20 juni 2023                                | IJsland – Portugal                          | 0 – 1                                       | EK 2024 kwalificatie                        |                                             |                                             |
| 3                                           | 11 september 2023                           | Portugal – Luxemburg                        | 9 – 0                                       | EK 2024 kwalificatie                        | 12', 45+4'                                  |                                             |
| 4                                           | 16 oktober 2023                             | Bosnië en Herzegovina – Portugal            | 0 – 5                                       | EK 2024 kwalificatie                        |                                             |                                             |
| 5                                           | 19 november 2023                            | Portugal – IJsland                          | 2 – 0                                       | EK 2024 kwalificatie                        |                                             |                                             |
| 6                                           | 26 maart 2024                               | Slovenië – Portugal                         | 2 – 0                                       | Vriendschappelijk                           |                                             |                                             |
| 7                                           | 4 juni 2024                                 | Portugal – Finland                          | 4 – 2                                       | Vriendschappelijk                           |                                             |                                             |
| 8                                           | 8 juni 2024                                 | Portugal – Kroatië                          | 1 – 2                                       | Vriendschappelijk                           |                                             |                                             |
| 9                                           | 11 juni 2024                                | Portugal – Ierland                          | 3 – 0                                       | Vriendschappelijk                           |                                             |                                             |
| 10                                          | 18 juni 2024                                | Portugal – Tsjechië                         | 2 – 1                                       | EK 2024                                     |                                             |                                             |
| 11                                          | 26 juni 2024                                | Georgië – Portugal                          | 2 – 0                                       | EK 2024                                     |                                             |                                             |

Bijgewerkt op 29 juli 2024.

## Erelijst
| Primeira Liga                 | 1 | 2020/21          |
| Taça da Liga                  | 2 | 2020/21, 2021/22 |
| Supertaça Cândido de Oliveira | 1 | 2021             |